# Sufentanil
Sufentanilul este un analgezic opioid cu potență ridicată (de până la 1000 ori față de morfină). Este un agonist-I¼ specific, cu o afinitate pentru receptorii I¼ de 7 până la 10 ori mai mare comparativ cu fentanilul. Sufentanil are un efect analgezic de 10 ori mai mare decât remifentanil și de 5-10 ori mai mare decât fentanil. În prezența sa se menține stabilitatea hemodinamică și conferă un bun aport de oxigen la nivelul miocardului. Efectele maxime sunt atinse în câteva minute de la administrarea intravenoasă. De asemenea, sufentanilul poate fi utilizat și ca anestezic unic sau în combinație cu un anestezic local (utilizat epidural).(SPC - Sufentanil) 